# Эскадренные миноносцы типа «Лима»
Эска́дренные миноно́сцы ти́па «Лима» — тип эскадренных миноносцев, состоявших на вооружении ВМС Португалии и ВМС Колумбии в 1930-х—1960-х годах.

## История
Два корабля из строившихся на португальской верфи — «Douro» и «Tejo» — в начале 1934 г., ещё до вступления в строй, были проданы Колумбии под названиями «Caldas» и «Antioquia». Вместо них в Лиссабоне были заложены два новых корабля под теми же названиями, механизмы для которых заказали «Yarrow».

## Конструкция
Прототипом послужил построенный фирмой «Yarrow» эсминец «Ambuscade».

## Вооружение
В середине Второй мировой войны на всех ЭМ было произведено усиление зенитного вооружения: установлено 3x1 20-мм/70 автомата (два на мостике, один позади второй трубы). Позже были демонтированы носовой ТА и все «пом-помы», вместо которых установили ещё 4x1 20-мм/70 и 4 БМБ, экипаж вырос до 184 чел.

## Представители проекта
| Эсминец                             | Операторы      | Спущен на воду | Начало службы | Списание   |
| ----------------------------------- | -------------- | -------------- | ------------- | ---------- |
| «Vouga»                             | ВМС Португалии | 25.01.1933     | 24.06.1933    | 03.06.1967 |
| «Caldas» (при закладке — «Douro»)   | ВМС Колумбии   | 10.05.1933     | 24.02.1934    | 1961       |
| «Lima»                              | ВМС Португалии | 29.05.1933     | 12.10.1933    | 16.10.1965 |
| «Antioquia» (при закладке — «Tejo») | ВМС Колумбии   | 18.11.1933     | 16.04.1934    | 1961       |
| «Dao»                               | ВМС Португалии | 30.07.1934     | 05.01.1935    | 29.11.1960 |
| «Douro» (II)                        | ВМС Португалии | 15.08.1934     | 11.02.1936    | 12.1959    |
| «Tejo» (II)                         | ВМС Португалии | 04.05.1935     | 12.10.1935    | 09.02.1965 |